# Lee Kang-jo
Lee Kang-jo (Corea del Sur; 27 de octubre de 1954) es un exfutbolista y entrenador de fútbol de Corea del Sur que jugaba en la posición de centrocampista.

## Carrera

### Club
Jugó toda su carrera con el yukong Elephants de 1983 a 1985 con el que anotó siete goles en 50 partidos.

### Selección nacional
Jugó para Corea del Sur en 38 partidos entre 1976 y 1984 anotando siete goles, ganó la medalla de oro en los Juegos Asiáticos de 1978 en Tailandia y participó en dos ediciones de la Copa Asiática.

### Entrenador
| Periodo   | Club                       |
| --------- | -------------------------- |
| 1985–1986 | Yukong Elephants           |
| 1987–1989 | Gangneung Jeil High School |
| 1990–2002 | Sangmu FC                  |
| 2003–2010 | Gwangju Sangmu FC          |

## Logros
- Juegos Asiáticos: 1

1978

## Estadísticas

### Goles con selección nacional
| Fecha      | Sede        | Rival     | Goles | Resultado | Torneo                                               |
| ---------- | ----------- | --------- | ----- | --------- | ---------------------------------------------------- |
| 27-12-1978 | Manila      | Filipinas | 1     | 5-0       | Clasificación para la Copa Asiática 1980             |
| 25-8-1980  | Chuncheon   | Indonesia | 1     | 3-0       | Copa de Corea 1980                                   |
| 29-8-1980  | Gwangju     | Baréin    | 1     | 5-0       | Copa de Corea 1980                                   |
| 2-9-1980   | Seoul       | Indonesia | 1     | 2-0       | Copa de Corea 1980                                   |
| 21-4-1981  | Kuwait City | Malasia   | 1     | 2-1       | Clasificación para la Copa Mundial de Fútbol de 1982 |
| 21-3-1982  | Seoul       | Japón     | 1     | 3-0       | Partido Anual Corea-Japón                            |
| 10-5-1982  | Bangkok     | Indonesia | 1     | 2-0       | 1982 King's Cup                                      |